# Беджей
Беджей (кирг. Бөжөй) — село в Баткенском районе Баткенской области Кыргызстана. Входит в состав Суу-Башынского айылного аймака.

## География
Село расположено в центральной части области, на правом берегу реки Беджей, на расстоянии приблизительно 29 километров (по прямой) к востоко-юго-востоку от города Баткена, административного центра области и района. Абсолютная высота — 1527 метров над уровнем моря.

## Население
Согласно оценочным данным Национального статистического комитета Кыргызской Республики, численность населения села на начало 2023 года составляла 974 человека.
| год     | 2009 | 2014 | 2015 | 2020 | 2021 | 2023 |
| ------- | ---- | ---- | ---- | ---- | ---- | ---- |
| человек | 574  | 639  | 648  | 797  | 906  | 974  |